# Komuna e Niklës
Komuna e Niklës är en kommun i Albanien.   Den ligger i prefekturen Qarku i Durrësit, i den centrala delen av landet, 14 km norr om huvudstaden Tirana.
Trakten runt Komuna e Niklës består till största delen av jordbruksmark.  Runt Komuna e Niklës är det tätbefolkat, med 570 invånare per kvadratkilometer.